# Pink Moon Babies
Pink Moon Babies (ピンクムーンベイビーズ） は日本の女性3人による、
ロックンロール、ロカビリーバンド。
1950年〜1980年のロック、ロカビリー、歌謡曲から影響を受け、ポップでキャッチーな楽曲を制作、演奏。

## 概要
関西中心に活動していたガールズバンド「ASTRO BABYS」のギターボーカルであるYOU、名古屋のロカビリーバンド「SOUL OF LIBERTY」のウッドベーシストであるEMI、新宿を拠点に活躍したロカビリーバンド「ホットドッグバディバディ」のドラマーであるMARI蔵の各バンドが2012年9月、長野の野外フェスティバルで共演したのをきっかけに意気投合。
その後バンドを結成し、Pink Moon Babiesとなり、2013年より活動開始。
2015年4月から、ベルギーを中心にヨーロッパ34か所のツアーを敢行。
ブリュッセルのメーデー、オランダのキングス・デイ（国王誕生日）でのフェスティバルでも演奏し、ツアーの成功を収める。

## メンバー
YOU（ユー） - ヴォーカル、ギター
7月28日 京都市生誕 獅子座 B型
バンドのリーダーであり、楽曲の制作を手掛ける。
他バンド：ASTRO BABYS、チェリーボムキャンディーズ、東京クランプス
Emi（エミ） - ウッドベース、コーラス
9月25日 名古屋市生誕 天秤座 B型
メンバーいちの しっかり者でありながら、かなりの酒豪。
他バンド：SOUL OF LIBERTY、HOT DOGS、The GooGaas
MARI蔵（マリゾー） - ドラム、コーラス
12月15日 川崎市生誕 射手座 A型
ピンクムーンベイビーズ産みの親である、天真爛漫なキャラ。
他バンド：ホットドッグバディバディ

## ディスコグラフィー
2014年1stアルバム 『MOON PARTY』（ムーンパーティー）
1. ダンス ダンス ダンス
2. 君とハニーパイ
3. ドキドキしたいの
4. Pretty Queen
5. 恋のスウィングナイト
6. Long Road
7. Let It Rock！
8. Big Pink Moon
9. Surfin' Bird

2015年2ndアルバム 『Rocka' Moonlight』（ロッカムーンライト）
1. 死ぬまで一緒にいたいの
2. サマータイムブルース
3. everyday
4. ヘイ！メリー！
5. Happy Train
6. 彼女は欲張り
7. cry cry cry
8. 銀の雪の夜
9. LET'S BOP
10. JUSTIN

### コンピレーションアルバム
2013年『SHINY BEAT COLLECTION Vol.1』